# Tianjin-incident

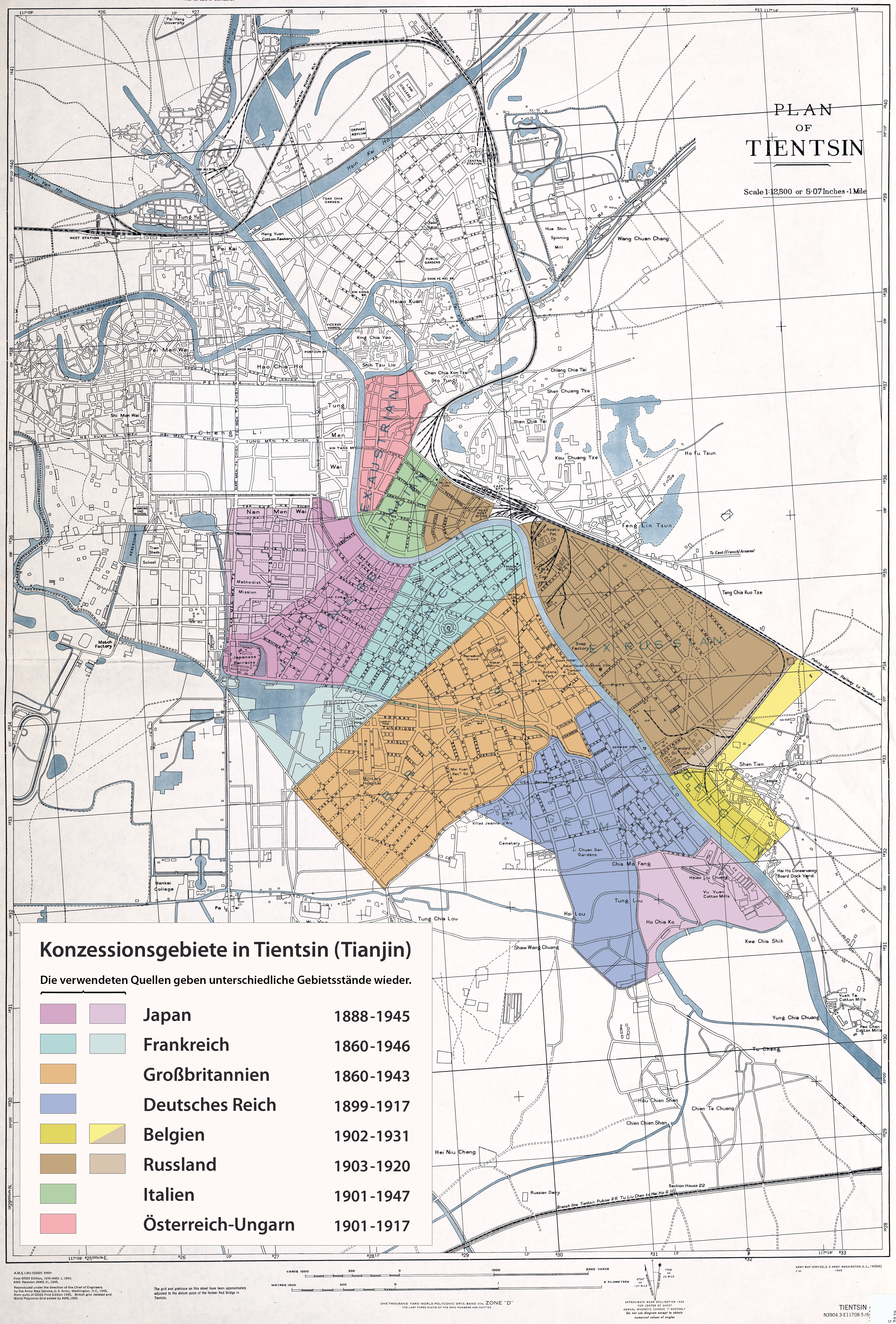
Concessiegebieden van buitenlandse grootmachten in Tianjin.

Het Tianjin-incident (Chinees: 天津事件; pinyin: Tiānjīn shìjiàn) was een diplomatiek incident tussen het Verenigd Koninkrijk en het Keizerrijk Japan in 1939. Een administratief geschil tussen de twee landen leidde tot een blokkade in juni 1939 door de Japanse legergroep Noord-China. Deze blokkade vormde zich om en bij de Britse wijken van de 'verdragshaven' van Tianjin (destijds gespeld als 'Tientsin').

## Wat voorafging
Begin jaren 30 was Japan al bezig met zijn expansie in Noord- en Oost-China. En hoewel de relatie tussen China en het Verenigd Koninkrijk voor 1930 niet veel voorstelde, kon China toch rekenen op steun van het Verenigd Koninkrijk. Deze steun viel niet in goede aarde bij de leiders van Japan en zo ging de relatie tussen het VK en Japan erop achteruit. Het VK spoorde dan zelf in die jaren andere Westerse grootmachten aan om China te steunen, maar dit draaide meermaals op niets uit. In het jaar 1937 was de Tweede Chinees-Japanse oorlog al begonnen en in datzelfde jaar bezette het Japanse leger verschillende steden, waaronder Tianjin, Beijing, Nanjing en Shanghai. Zeker het verlies van Shanghai was een zware klap voor het kabinet Chang Kai-shek, aangezien Shanghai als economische hoofdstad van China verantwoordelijk was voor 85% van de inkomsten waarmee het Chinese leger werd gefinancierd. De eerste minister en toenmalige prins van Japan, Fumimaro Konoe, ging ervan uit dat een totale overwinning van Japan tegenover China onvermijdelijk was. Dus stelde hij een aantal eisen op, waaronder het erkennen van het Anti-comitern pact, het plaatsen van het Chinese leger onder Japans bevel enzovoorts. Een aantal van deze eisen waren zo extreem dat zelfs het Japanse leger zich er niet volledig achter kon zetten.
In 1938 liet Konoe weten dat hij helemaal niet van plan was om vrede te sluiten met China, zeker niet met het kabinet van Chang Kai-shek aan de macht. Langs de andere kant zou China niet toegeven aan de eisen omdat die zowat gelijk stonden met de totale controle van Japan over China. Het Japanse leger probeerde dus nog met een groot offensief op de stad Wuhan China alsnog op de knieën te krijgen. De stad werd veroverd, maar het Chinese leger werd niet gebroken en vluchtte verder landinwaarts. Dit was voor de Jappaners slecht nieuws, want het Japanse leger kon zulke uitgestrekte gebieden niet veroveren en bezetten. Eenderzijds door de veel te dunne en uitgestrekte voorraadaanvoer, anderzijnds waren er verschillende problemen van logistieke aard die de expansie enkel maar bemoeilijkte. Uiteindelijk besloot het Japanse leger om nog een stap verder te gaan. Ze ging over op het bombarderen van Chongqing, tijdelijke hoofdstad na het verlies van Beijing. Hierbij vielen veel onschuldige burgerslachtoffers, maar opnieuw faalde het Japanse leger in haar opzet om de wil van het Chinese verzet te breken. 
De expansie van Japan in China mocht dan wel aan het stagneren zijn, de vooruitzichten voor China werden alleen maar donkerder. De Chinese overheid zag zijn financieel tekort alleen maar toenemen. De inkomsten uit belastingen namen af, terwijl de uitgaven sterk toenamen. Dit tekort probeerden men dan op verschillende manieren weg te werken. Er vond onder ander een sterke groei van de opiumhandel plaats onder toezicht van de Chinese overheid. Tegelijkertijd werd er zeer veel papiergeld bijgedrukt, maar dit leidde enkel tot hyperinflatie en soldaten die werden uitbetaald in Chinese Yuan die bijna niets meer waard was. De Japanse overheid zag die achteruitgang ook en hoopte dus op deze manier alsnog de totale overwinning te behalen die nodig was voor het 'Konoe programma'. 
Vanaf dat moment begint de relatie tussen China en het Verenigd Koninkrijk een belangrijkere rol te spelen. Het VK was ervan overtuigd dat zodra China zou vallen onder het bewind van Japan het een kwestie van tijd was vooraleer de rest van Azië zou volgen. Met dit in het achterhoofd kreeg China dus zeer grote leningen van de banken van het VK om de oorlog te kunnen blijven financieren en ook om de yuan er terug bovenop te krijgen. Als garantie kregen de Britse banken grote hoeveelheden zilver van de Chinese overheid, alhoewel dit gewoon was voor de publieke opinie in het voordeel te houden. Dit zilver zou later nog een rol spelen. Kort daarop volgde ook de Amerikaanse en Russische overheid het voorbeeld van het VK. Ook bij hen ging China zeer hoge leningen aan. Japan kon dit niet aanvaarden en de relaties tussen Japan en de andere grootmachten gingen er meer en meer op achteruit.

## Het incident

### De moord op Cheng Ksi-keng
De relaties tussen het Verenigd Koninkrijk en het Keizerrijk Japan verliepen vrij stroef. Na de moord op Cheng Ksi-keng – de directeur van de centrale bank van Noord-China die op dat moment onder het gezag viel van de Japanse overheid – op 9 april 1939 ging het alleen maar meer bergaf. Cheng Hsi-keng zou ervan verdacht worden collaborateur te zijn. Als gevolg werd er een aanslag gepleegd in het Grand Theatre op het moment dat hij een voorstelling bijwoonde. Hierbij kwamen ook verschillende (onschuldige) aanwezigen rondom hem heen om. Zes Chinese nationalisten werden aangewezen als de daders.
Deze zouden zich schuil hebben gehouden in de Brits concessie in Tianjin. Vier van de zes verdachten zouden zijn opgepakt. De Britse politie – die destijds gestationeerd was in Tianjin – stemde ermee in om de verdachten voor vijf dagen uit te leveren voor ondervraging op voorwaarde dat ze niet gefolterd zouden worden. Uiteindelijk bekenden twee van de vier verdachten en werden ze alle vier na vijf dagen terug overhandigd aan de Britse autoriteiten. Enige tijd later werd er dan ook gevraagd aan de Britten om de vier daders, hoewel hun bekentenis onder foltering tot stand was gekomen, nu definitief te overhandigen, opdat ze berecht konden worden. Song Meiling probeerde toen via de Britse ambassadeur Sir Archibald Clark Kerr de Britten ertoe over te halen dit niet te doen, aangezien ze een deel van het verzet tegen de Japanse bezetters vormden. Uiteindelijk kreeg ze haar gelijk. Nadat de toenmalige Britse minister van Buitenlandse Zaken te horen had kregen dat hun bekentenis onder foltering verkregen was, besloot hij niet in te gaan op de vraag van Japanse leger.
Hiermee was het nog niet voorbij. Masaharu Homma, generaal in het Japanse leger gestationeerd in Noord-China, was te vinden voor een compromis tussen de twee landen. Zijn overste Tomoyuki Yamashita, een stafchef generaal, was er allesbehalve voor te vinden en was sowieso al tegen de inmenging van "westerse" landen. De weigering van het Verenigd Koninkrijk zag hij dan ook als een kans om zijn superieuren in Tokio zover te krijgen een blokkade te vormen rond het Britse concessiegebied. Deze kwam er dan ook.

### De blokkade
Op 14 juni 1939 ging deze blokkade van start en al even snel werd er een verbod gelegd op het importeren van verschillende goederen. Daarbovenop werden mensen publiekelijk hardhandig gefouilleerd telkens wanneer ze de internationale wijken verlieten. Vanaf dat moment zouden de leiders van het Noord-Japanse leger ook geen genoegen nemen met enkel de uitlevering van de vier Chinese moordenaars. Ze wilden onder meer alle zilverreserves van de Chinese overheid, een verbod op anti-Japanse radio-uitzendingen, een verbod op het gebruik van handboeken die die inhoud bevat die schadelijk werden geacht voor Japan en alles waar het land voor stond. Uiteindelijk bleken eisen maar een dekmantel voor het echte einddoel dat de Japanse overheid wilde behalen, namelijk het einde van de financiële steun van het Verenigd Koninkrijk aan de republiek van China.
Het duurde niet al te lang voordat deze voorvallen van publiek vernederen van de Britse inwoners van Tianjin de Britse media bereikten. In Japan zelf werd er ook aan anti-Britse propaganda gedaan om de mensen warm te krijgen voor de komende oorlog. Hoewel er maar 1500 Britten in Tianjin wijken verbleven, werd de toenmalige Britse premier, Neville Chamberlain bewust dat dit incident er voor zou kunnen zorgen dat er door het Verenigd Koninkrijk een oorlog op twee fronten zou moeten gevochten worden. In Europa stond er al een oorlog aan te komen met nazi-Duitsland. Daarbij zouden er ook nog eens troepen moeten gestuurd worden naar Azië om hun belangen en territoria daar te gaan verdedigen. De premier wilde initieel de Britse vloot sturen in de hoop dat de blokkade zou verbroken worden. Maar door onder andere de toenemende druk van Frankrijk om de Britse vloot in de Middellandse Zee te houden, uit angst voor de intenties van Benito Mussolini om ook in samenwerking met Adolf Hitler aan expansie te doen, en door de steeds grotere en meer reële opkomende oorlog met nazi-Duitsland, werd dit niet gedaan.

## Resolutie
Voor dit prangende probleem vond de Britse premier ook geen steun bij Frankrijk en de Verenigde Staten. Als laatste redmiddel gaf de premier aan de ambassadeur Robert Craigie de opdracht om koste wat het kost, zonder al te veel gezichtsverlies voor het Verenigd Koninkrijk, dit conflict weg te werken. Craigie maakte onder meer gebruik van de verdeeldheid in de Japanse top over hoe de toekomst er van deze oorlog er zou uitzien. Er was heel wat spanning tussen de Japanse eerste minister Kiichiro Hiranuman en de top van het Japanse leger. Het ging dan vooral over onder wie de controle van de expansie van het Japanse rijk moest vallen. Langs de ene kant was er de militaire top die niet te vinden was voor het idee van inmenging door mensen van buitenaf. Langs de andere kant wilde de regering meer transparantie en dus ook meer controle. Ook wilden heel wat leiders niet, bovenop de oorlog met China en de Sovjet-Unie, nog een derde front creëren met het Verenigd Koninkrijk. Sir Robert wist dat de optie om de Britse vloot te mobiliseren al van de tafel geveegd was, maar hier was Japan nog niet van op de hoogte. Hiervan maakte hij gebruik om door bluf de blokkade op te laten heffen. Hierbovenop was er ook nog de  economische druk op de import van Japanse goederen. Van al deze onregelmatigheden wist Sir Robert Craigie gebruik te maken. Sir Robert is er dan uiteindelijk in geslaagd om de Japanse overheid te laten afzien van veel van hun eisen, buiten dan de uitlevering van de (hierboven) genoemde verdachten.
Bovendien was Hirohito zeker geen voorstander van een oorlog op drie fronten. Hij stond er dan ook op dat er een compromis gesloten zou worden om een oorlog met Groot-Brittannië te vermijden. Dit compromis werd bekomen door Sir Robert Craigie en Hachiro Arita, toen Japanse minister van buitenlandse zaken. Dit compromis zou dan later gekend zijn onder de Craigie-Arita formule. Grosso modo stipuleert dit document dat de Britse overheid geen weerstand meer zou bieden tegenover de expansiebeweging van Japan in China, maar de legitimiteit ervan niet zou erkennen. In ruil hiervoor werd de blokkade eindelijk opgeheven op 20 augustus 1939. Chang Kai-Shek vond dat dit niet acceptabel was en zag dit als verraad door Groot-Brittannië tegenover de republiek van China. Enige tijd later werden ook de vier Chinezen uitgeleverd als deel van het compromis. Deze zouden later dan ook worden geëxecuteerd.

## De nasleep
Dit incident zorgde voor een overwinning langs de Japanse kant en liet zien hoe zwak de positie van Groot-Brittannië was in Azië. Niet alleen was dit een overwinning van Japan waarbij ze de vier verdachten uitgeleverd kregen, maar ook verdere inmenging van andere Europese landen en Amerika voor het komende jaar konden vermijden. Wel zijn ze er niet in geslaagd om de financiële steun van Groot-Brittannië weg te werken. Deze overwinning zou ertoe leiden dat Japan de steun van andere Europese landen aan China ook grotendeels konden wegwerken.
Ook laat dit zien dat op dat moment een zekere  verdeeldheid heerste tussen de top van het Japanse leger die steeds meer macht naar zich toetrok en de Japanse overheid die meer controle en transparantie van het leger wilden. Verder was ook duidelijk dat de Verenigde Staten niet zouden opkomen voor de Europese grootmachten die vertegenwoordigd waren in Azië. Hier zou verandering inkomen na de aanval op Pearl Harbor in december 1941.